# Storegöl (Linneryds socken, Småland)
Storegöl är en sjö i Tingsryds kommun i Småland och ingår i Ronnebyåns huvudavrinningsområde.